# Fantino (nome)
Fantino  è un nome proprio di persona italiano maschile.

## Varianti
- Femminili: Fantina[1][2][4]

### Varianti in altre lingue
- Francese:
  - Femminili: Fantine[5]

## Origine e diffusione
Nome medievale, ormai di scarsissima diffusione, sporadicamente utilizzando in Italia centro-settentrionale.
Etimologicamente, è una ripresa dell'antiquato termine italiano fantino, un derivato di "infante", nel senso di "bambino", "neonato" (dal latino infans, "che ancora non sa parlare", da fari, "parlare"); in alcuni casi, inoltre, può costituire un ipocoristico di altri nomi quali Belfante o Bonfante, tramite i diminutivi "Belfantino" e "Bonfantino", anch'essi peraltro caduti in disuso. 
Il nome francese femminile Fantine è una creazione letteraria, usata da Victor Hugo per un personaggio de I miserabili, ed è probabilmente basata sul francese enfant (sempre "infante", "neonato").

## Onomastico
L'onomastico si può festeggiare il 24 luglio in ricordo di san Fantino il Vecchio, detto anche "il Taumaturgo" o "il Cavallaro", oppure il 30 agosto in memoria di san Fantino il Giovane, detto anche "il Monaco" o "l'Egumeno".

## Persone
- Fantino il Vecchio, santo
- Fantino il Giovane, monaco e santo
- Fantino Cocco, giornalista e scrittore italiano
- Fantino Dandolo, giurista, diplomatico e arcivescovo cattolico italiano
- Fantino Petrignani, arcivescovo cattolico italiano
- Fantino Valaresso, arcivescovo cattolico italiano

### Varianti femminili
- Fantine Lesaffre, nuotatrice francese
- Fantina Polo, nobildonna italiana
- Fantine Thó, cantante e musicista brasiliana

## Il nome nelle arti
- Fantine è uno dei personaggi del romanzo del 1862 I miserabili di Victor Hugo.